# Cyril Saulnier
Cyril Saulnier (n. 16 de agosto de 1975 en Toulon, Francia) es un jugador de tenis profesional francés. Alcanzó a estar en el número 48 del ranking mundial de sencillos y alcanzó una final de un torneo de ATP.

## Títulos (0)

### Finalista en individuales (1)
- 2005: San José (pierde ante Andy Roddick)

- Datos: Q3009091
- Multimedia: Cyril Saulnier / Q3009091